# Bertil Dahlén
Bertil Valdemar Dahlén, född 27 april 1921 i Floda församling i Kopparbergs län, död 10 november 1985 i Kristine församling i Falun, var en svensk tjänsteman och politiker (folkpartist).
Bertil Dahlén, som var son till en folkskollärare, var avdelningschef vid ett byggföretag i Falun där han också var facklig förtroendeman. Han var ledamot i Sandvikens stadsfullmäktige 1955–1957 och därefter i Falu stadsfullmäktige (från 1971 kommunfullmäktige) 1966–1976 och i Kopparbergs läns landsting 1971–1985. Han var landstingsråd i opposition från 1983 till sin död, och var även ordförande i Folkpartiets länsförbund i Dalarna från 1976.
Dahlén var riksdagsledamot 1976–1982 för Kopparbergs läns valkrets. I riksdagen var han bland annat ledamot i civilutskottet 1979–1982. Han ägnade sig också åt värnplikts- och försvarsfrågor samt hälso- och sjukvårdspolitik.